# Pin Oak Acres
Pin Oak Acres és una concentració de població designada pel cens dels Estats Units a l'estat d'Oklahoma. Segons el cens del 2000 tenia 427 habitants.

## Demografia
Segons el cens del 2000, Pin Oak Acres tenia 427 habitants, 140 habitatges, i 117 famílies. La densitat de població era de 28,7 habitants per km².
Dels 140 habitatges en un 35,7% hi vivien nens de menys de 18 anys, en un 67,9% hi vivien parelles casades, en un 5% dones solteres, i en un 16,4% no eren unitats familiars. En el 12,9% dels habitatges hi vivien persones soles el 5,7% de les quals corresponia a persones de 65 anys o més que vivien soles. El nombre mitjà de persones vivint en cada habitatge era de 3,05 i el nombre mitjà de persones que vivien en cada família era de 3,33.
Per edats la població es repartia de la següent manera: un 31,1% tenia menys de 18 anys, un 11,5% entre 18 i 24, un 25,8% entre 25 i 44, un 21,5% de 45 a 60 i un 10,1% 65 anys o més.
L'edat mediana era de 33 anys. Per cada 100 dones de 18 o més anys hi havia 119,4 homes.
La renda mediana per habitatge era de 50.577 $ i la renda mediana per família de 50.865 $. Els homes tenien una renda mediana de 32.500 $ mentre que les dones 19.750 $. La renda per capita de la població era de 15.361 $. Entorn del 9,4% de les famílies i el 14,7% de la població estaven per davall del llindar de pobresa.

## Poblacions més properes
El següent diagrama mostra les poblacions més properes.